# Batur, Dargeçit
Batur là một xã thuộc huyện Dargeçit, tỉnh Mardin, Thổ Nhĩ Kỳ. Dân số thời điểm năm 2010 là 7 người.